# Nelson H. Van Vorhes

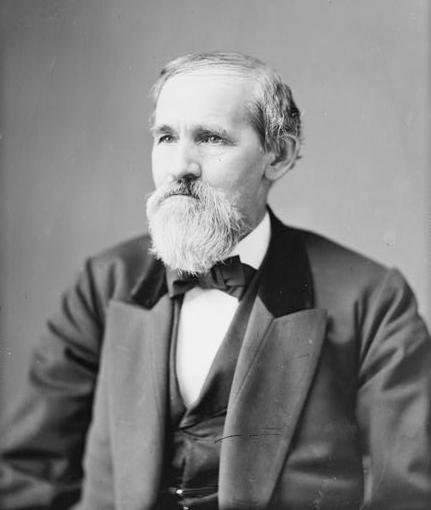
Nelson H. Van Vorhes

Nelson Holmes Van Vorhes (* 23. Januar 1822 im Washington County, Pennsylvania; † 4. Dezember 1882 in Athens, Ohio) war ein US-amerikanischer Politiker. Zwischen 1875 und 1879 vertrat er den Bundesstaat Ohio im US-Repräsentantenhaus.

## Werdegang
Im Jahr 1832 kam Nelson Van Vorhes in das Athens County in Ohio, wo er in der Landwirtschaft arbeitete. Über seine Schulausbildung ist nichts überliefert. Er absolvierte eine sechsjährige Lehre im Druckerhandwerk und wurde danach im Zeitungsgeschäft tätig. Zwischen 1844 und 1861 gab er die Zeitung Athens Messenger heraus, deren Eigentümer er war. Gleichzeitig schlug er eine politische Laufbahn ein. Zwischen 1850 und 1872 saß er als Abgeordneter im Repräsentantenhaus von Ohio. Vier Jahre lang war er Präsident dieser Kammer. Zunächst war er Mitglied der Whig Party; nach deren Auflösung schloss er sich der 1854 gegründeten Republikanischen Partei an. Im Jahr 1854 wurde Van Vorhes zum Nachlassrichter gewählt. Von diesem Amt trat er aber bald zurück. 1858 kandidierte er noch erfolglos für das US-Repräsentantenhaus. Zwei Jahre später nahm er als Delegierter an der Republican National Convention in Chicago teil, auf der Abraham Lincoln als Präsidentschaftskandidat nominiert wurde. Während des Bürgerkrieges diente er zwischen 1861 und 1863 im Heer der Union, in dem er bis zum Oberst aufstieg. Im Jahr 1863 musste er den Militärdienst aus gesundheitlichen Gründen quittieren.
Bei den Kongresswahlen des Jahres 1874 wurde Van Vorhes im 15. Wahlbezirk von Ohio in das US-Repräsentantenhaus in Washington, D.C. gewählt, wo er am 4. März 1875 die Nachfolge von William P. Sprague antrat. Nach einer Wiederwahl konnte er bis zum 3. März 1879 zwei Legislaturperioden im Kongress absolvieren. Im Jahr 1878 wurde er nicht bestätigt. Nach dem Ende seiner Zeit im US-Repräsentantenhaus ist Van Vorhes politisch nicht mehr in Erscheinung getreten. Er starb am 4. Dezember 1882 in Athens, wo er auch beigesetzt wurde.